# Tyrrell Racing
Tyrrell Racing was een Formule 1-raceteam, opgericht door Ken Tyrrell.
De Grand Prix van Zuid-Afrika in 1970 was de eerste race waaraan het team deelnam. De grootste successen werden behaald in het begin van de jaren zeventig, toen mede dankzij Jackie Stewart driemaal (1971,1973) een coureurs- en eenmaal (in 1971) een constructeurskampioenschap werd gewonnen.
Het team zou deze prestaties nooit meer herhalen, maar won wel nog races in de jaren zeventig en begin jaren 80, onder andere de laatste overwinning voor de Ford Cosworth DFV motor in Detroit in 1983. Eind 1997 werd het team overgenomen door British American Racing en reed zijn laatste seizoen als Tyrrell in 1998.

## Coureurs
- 1970: Jackie Stewart
- 1971: Jackie Stewart, François Cevert, Peter Revson
- 1972: Jackie Stewart, François Cevert, Patrick Depailler
- 1973: Jackie Stewart, François Cevert, Chris Amon, Eddie Keizan
- 1974: Jody Scheckter, Patrick Depailler, Eddie Keizan
- 1975: Jody Scheckter, Patrick Depailler, Jean-Pierre Jabouille, Michel Leclere
- 1976: Jody Scheckter, Patrick Depailler, Alessandro Pesenti-Rossi, Kazuyoshi Hoshino, Otto Stuppacher, Ian Scheckter
- 1977: Patrick Depailler, Ronnie Peterson, Kunimitsu Takahashi
- 1978: Patrick Depailler, Didier Pironi
- 1979: Didier Pironi, Jean-Pierre Jarier, Geoff Lees, Derek Daly
- 1980: Derek Daly, Jean-Pierre Jarier, Mike Thackwell
- 1981: Eddie Cheever, Michele Alboreto, Ricardo Zunino, Kevin Cogon
- 1982: Michele Alboreto, Brian Henton, Slim Borgudd
- 1983: Michele Alboreto, Danny Sullivan
- 1984: Martin Brundle, Stefan Bellof, Mike Thackwell
- 1985: Stefan Bellof, Ivan Capelli, Martin Brundle
- 1986: Martin Brundle, Philippe Streiff
- 1987: Jonathan Palmer, Philippe Streiff
- 1988: Jonathan Palmer, Julian Bailey
- 1989: Jean Alesi, Johnny Herbert, Jonathan Palmer
- 1990: Jean Alesi, Satoru Nakajima
- 1991: Stefano Modena, Satoru Nakajima
- 1992: Andrea de Cesaris, Olivier Grouillard
- 1993: Andrea de Cesaris, Ukyo Katayama
- 1994: Mark Blundell, Ukyo Katayama
- 1995: Mika Salo, Ukyo Katayama
- 1996: Mika Salo, Ukyo Katayama
- 1997: Jos Verstappen, Mika Salo
- 1998: Ricardo Rosset, Toranosuke Takagi